# Colgate University
Colgate University är ett amerikanskt privat universitet som ligger i Hamilton, Madison County, delstaten New York och hade totalt 2 888 studenter (2 875 undergraduate students och 13 postgraduate students) för 2014.
1817 bildades organisationen Baptist Education Society of the State of New York och var den som lade grunden till att universitetet grundades 1819. Lärosätet öppnade för verksamhet året efter och 1823 beslutade man att slå ihop Baptist Education Society of the State of New York med Baptist Theological Seminary at New York City för att bilda Hamilton Literary & Theological Institution. 1846 valde universitetet att byta namn till Madison University och 1890 fick den det nuvarande namnet för att hedra släkten Colgate som varit delaktig i utbildningsinstitutionen sedan den grundades.
Universitet tävlar med 25 universitetslag i olika idrotter via idrottsföreningen Colgate Raiders.

## Kända alumner
| Filologer - Nathaniel Schmidt Film/TV - Bob Balaban - Andy Rooney Forskare - Rudolph Leibel Fysiker - Albert Bartlett Författare - John McGahern Jurister - John Dean Idrottare - Kyle Baun - Ryan Johnston - Andy McDonald | - Bobby McMann - Mike Milbury - Cory Murphy - Chris Wagner - Kyle Wilson - Jesse Winchester Illustratörer - Charles Addams Journalister - Chris Hedges Politiker/offentlig förvaltning - James Colgate Cleveland - W. Sterling Cole - Charles Evans Hughes - William P. Rogers - Claudia Tenney Präster - Harry Emerson Fosdick |